# Stalkya
Stalkya es un género monotípico de orquídeas perteneciente a la subfamilia Orchidoideae. Su única especie:  Stalkya muscicola (Garay & Dunst.) Garay, es originaria de Venezuela.

## Sinonimia
- Spiranthes muscicola Garay & Dunst., Venez. Orchids Ill. 4: 280 (1966).
- Schiedeella muscicola (Garay & Dunst.) Garay & Dunst., Orchids Venezuela: 915 (1979)[1]